# Virtuel Space
Virtuel Space est une collection littéraire de fantastique et de science-fiction de la maison d'édition française Fleuve noir. Elle a débuté en 1996 pour se terminer en 1997 et comprend six romans, traduits de l'anglais et basés sur des jeux vidéo à succès.

## Liste des romans
Les livres de la collection sont, par ordre chronologique :
1. Dafydd Ab Hugh et Brad Linaweaver (trad. de l'anglais), Dans les macchabées jusqu'au cou, Paris, Fleuve noir, 1996, 216 p. (ISBN 2-265-06112-3)[1],
2. Craig Shaw Gardner et Matthew John Costello (trad. de l'anglais), Le Septième invité, Paris, Fleuve noir, 1996, 217 p. (ISBN 2-265-05977-3)[2],
3. Chet Williamson (trad. de l'anglais), Descentes aux enfers, Paris, Fleuve noir, 1997, 282 p. (ISBN 2-265-06019-4)[3],
4. Dafydd Ab Hugh et Brad Linaweaver (trad. de l'anglais), L'Enfer sur Terre, Paris, Fleuve noir, 1997, 216 p. (ISBN 2-265-06113-1)[4],
5. Aaron Conners (trad. de l'anglais), La Directive Pandora, Paris, Fleuve noir, 1997, 317 p. (ISBN 2-265-06180-8)[5],
6. Aaron Conners (trad. de l'anglais), Sous une lune de sang, Paris, Fleuve noir, 1997, 251 p. (ISBN 2-265-06181-6) [6].

Les jeux vidéo dont les livres sont tirés sont, dans le même ordre :
1. Doom ;
2. The 7th Guest ;
3. Hell: A Cyberpunk Thriller ;
4. Doom II: Hell on Earth ;
5. The Pandora Directive ;
6. Under a Killing Moon.